# Kulturně historická archeologie
Kulturně historická archeologie je směr v archeologii, který je založen na myšlence, že určitá archeologická kultura zastupuje určité etnikum či rasu. Podle této školy je tak blízkost mezi materiálními artefakty považována za znak etnické blízkosti, proměny archeologických kultur značí etnické změny a nová kultura na určitém území je zpravidla důsledkem migrace. Takový proces měl platit i opačně, nové artefakty připomínající starší z jiného naleziště byli také chápány jako důkaz migrace. Počátky kulturně historické archeologie jsou spojeny s koncem 19. století a jménem německého archeologa Gustava Kossinny, část této školy byla spojena s nacismem.
Kulturně historická archeologie byla reakcí na antropologický a archeologický evolucionismus, který předpokládal za unilineární a společný celému lidstvu. Místo toho se zaměřila na konkrétní národy známé z historických pramenů, což jí sblížilo s historiografií. Zároveň vycházela z nacionalistických či rasistických pozic a kulturní změny vykládala jako důsledek migrací „kulturních hrdinů“ určitého etnika a rasy. Historik Stefan Arvidsson přirovnává konflikt mezi evolucionisty a zastánci kulturně historického přístupu ke konfliktu mezi na Bibli založené víře v jednotný původ lidstva a jeho jazyků a polygenetickým modelem lidských ras, který probíhal mezi intelektuály v předchozích desetiletích.